# Instituto Monetario Europeo
El Instituto Monetario Europeo (IME) fue una institución financiera de la Unión Europea, predecesor del Banco Central Europeo, que operó entre 1994 y 1998.

## Creación
El Instituto Monetario Europeo se creó el 1 de enero de 1994 en el marco de la 2ª fase de la Unión Económica y Monetaria (UEM), según lo dispuesto en el artículo 109 F del Tratado de Maastricht. Su actividad se consideró desde el principio meramente transitoria hasta que se produjera el inicio de la 3º fase de la UEM.
En el momento de la creación del IME se disolvieron el Comité de Gobernadores de Bancos Centrales así como el Fondo Europeo de Cooperación Monetaria (FECOM), pasando los activos y pasivos de este último al IME.

## Objetivos
El objetivo del IME era contribuir a establecer las condiciones necesarias para el paso a la 3ª fase de la Unión Económica y Monetaria, a través del fortalecimiento de la coordinación de las políticas monetarias para garantizar la estabilidad de los precios, la realización de los trabajos preparatorios para la constitución del Sistema Europeo de Bancos Centrales (SEBC), la puesta en marcha de una política monetaria única, la creación de una moneda única, el Euro y la supervisión del desarrollo del ECU.

## Organización
El Instituto Monetario Europeo tenía personalidad jurídica propia y disponía de recursos propios con origen en las contribuciones de los Bancos Centrales Nacionales.
Estaba gestionado por un Presidente y por los Gobernadores de los Bancos Centrales Nacionales, uno de los cuales ejercía la función de presidente.
La organización del IME constaba de un Consejo, Comités, Subcomités y Grupos de trabajo.
El Consejo era el órgano decisorio, y asumía las funciones de dirección y gestión de la institución. Estaba compuesto por el presidente del IME y los Gobernadores de los Bancos Centrales Nacionales. El Presidente del Consejo de la Unión Europea y un miembro de la Comisión podían participar en las reuniones del Consejo, sin derecho a voto. Estas se celebraban en un mínimo de diez ocasiones anuales, en estricta confidencialidad.
El Presidente del IME se elegía por un periodo de tres años, y su tarea consistía en preparar y presidir las reuniones del Consejo y dirigir la institución. Le apoyaba la figura del Vicepresidente, cuyo cargo tenía también una duración de tres años. Su papel era sustituir al Presidente en caso de que éste se hallara ausente.
El primer presidente del IME entre 1994 y 1997 fue el belga Alexandre Lamfalussy, cargo en el que sería relevado en 1997 por Wim Duisenberg, quien se convertiría un año después en el primer presidente del BCE.
Los Comités, Subcomités y Grupos de trabajo se encargaban de desarrollar las tareas del IME.
El IME estaba dotado de recursos por valor de 615,6 millones de ECUS, suministrados por los Bancos Centrales de los Estados miembros, según la proporción de cada país en la población y el PIB comunitarios, en base al método previsto para el BCE en la 3ª fase de la UEM.

## Disolución
Al constituirse el Banco Central Europeo el 1 de junio de 1998, el IME desapareció, y sus pasivos y activos pasaron al BCE.
Desde el primer día de la 3ª fase de la UEM, se deroga la creación del ECU, se liquidan todos los créditos y débitos del mecanismo de financiación a muy corto plazo y el de ayuda económica a corto plazo, así como el activo restante. El pasivo se saldó, y el producto de la liquidación del activo restante se repartió entre los Bancos Centrales Nacionales.
El Presidente cesó en sus funciones el mismo día de la constitución del BCE.